# Сан Рафаел, Емпаке (Кулијакан)
Сан Рафаел, Емпаке (шп. San Rafael, Empaque) насеље је у Мексику у савезној држави Синалоа у општини Кулијакан. Насеље се налази на надморској висини од 18 м.

## Становништво
Према подацима из 2010. године у насељу су живела 4 становника.

### Хронологија
| Година       | 2000            | 2005         | 2010 |
| ------------ | --------------- | ------------ | ---- |
| Становништво | 223 (122 / 101) | 48 (27 / 21) | 4    |

### Попис
| # | Индикатор                     | Вредност |
| - | ----------------------------- | -------- |
| 1 | Укупно домаћинстава           | 57       |
| 2 | Укупно насељених домаћинстава | 1        |
| 3 | Величина локације             | 1        |